# Callum Brittain
Callum Brittain (Bedford, 12 marzo 1998) è un calciatore inglese, difensore del Blackburn.

## Carriera

### Club
Cresciuto nel settore giovanile del MK Dons, debutta in prima squadra l'8 agosto 2016 in occasione dell'incontro di English Football League Trophy perso 4-1 contro il Norwich City Under-23. Nel 2021 si trasferisce al Barnsley, club della seconda divisione inglese. In seguito nel 2022 passa al Blackburn, altro club della medesima categoria.

### Nazionale
Ha giocato nella nazionale inglese Under-20.